# Sitona striatellus
Sitona striatellus, früher Sitona tibialis (Herbst), ist ein Käfer aus der Familie der Rüsselkäfer und der Unterfamilie Entiminae.
Der wissenschaftliche Gattungsname Sitona ist von altgr. σῖτος sītos, „Getreide“ abgeleitet. Der Artname „striatellus“ (lat.) bedeutet „fein gestreift“. Da die Gattung im Deutschen Blattrandkäfer genannt wird, müsste der Käfer eingedeutscht „Feingestreifter Blattrandkäfer“ heißen.

## Merkmale des Käfers
Die Oberseite ist beschuppt, außerdem findet man abstehende Borsten. Auf dem Schildchen sind die Schuppen nach hinten gerichtet und anliegend. Die Länge liegt zwischen drei und fünf Millimetern.
Die Mundwerkzeuge sitzen auf einer Verlängerung des Kopfes, dem Rüssel. Der Rüssel ist dick und relativ kurz, die Furche zum Einlegen des ersten Fühlerglieds (Fühlerfurche) liegt auf der Rüsselseite. Sie ist scharf begrenzt, biegt vor den Augen nach unten ab und läuft unter den Augen aus. Die Rüsselspitze ist nicht deutlich bogenförmig abgegrenzt, ihre Beschuppung ist nicht breit, sondern schmal, und mehr grünlich als bei Sitona languidis. Die Oberkiefer sind dicht beschuppt. Die geknieten Fühler bestehen aus einem mittellangen Schaft und einer siebengliedrigen schlanken Geißel, in deren letztem Glied die viergliedrige spindelförmige Keule sitzt. Die rundlichen Augen sind deutlich gewölbt.
Die Form des Halsschildes variiert. Gewöhnlich ist er nur wenig breiter als der Kopf mit Augen, von oben betrachtet mit durchgehend konvexen Seiten. Er ist grob gepunktet. An der Vorderbrust sind keine Nähte zwischen den einzelnen Skelettteilen erkennbar. Seitlich und auf der Körperunterseite ist der Vorderteil der Vorderbrust ring- oder kragenartig von der restlichen Vorderbrust abgeschnürt. Die Vorderhüfthöhlen, in dem die Vorderhüften eingelenkt sind, sind nicht von dieser Trennungslinie entfernt, sondern reichen bis an sie heran.
Auch die Flügeldecken sind in Färbung und Form sehr variabel. Sie sind breiter als der Halsschild und haben gut entwickelte Schultern. Die Längsstreifung ist gewöhnlich schwach ausgeprägt. Die abstehenden Borsten sind kürzer als ein Zwischenraum breit. Die meist grauen Schuppen sind relativ groß und stehen nicht dicht.
Die Schenkel sind ungezähnt. Die Tarsen sind alle pseudotetramer, erscheinen also viergliedrig. Die Klauen sind an der Basis nicht verwachsen.

## Biologie
Eine gute Hilfe für die Bestimmung ist die Fraßpflanze. Die Art ist an Besenginster, Ginsterarten und Arten des Geißklees zu finden. Die Eiablage ist auf ein einfaches Verstreuen der Eier in der Nähe der Wirtspflanze beschränkt.

## Verbreitung
Die Art kommt in fast ganz Europa vor, nach Norden fehlt sie in Skandinavien, nach Südosten liegen Albanien, Mazedonien, Griechenland und die Türkei bereits außerhalb des Verbreitungsareals. Nach Nordosten findet man die Art in der Ukraine und in Zentral- und Nordrussland nicht mehr.
Meldungen aus Nordamerika gehen vermutlich auf Fehlbestimmungen zurück.